# 馬西斯冰原島峰
77°8′S 143°27′W / 77.133°S 143.450°W
馬西斯冰原島峰（英語：Mathis Nunataks）是南極洲的冰原島峰，位於瑪麗伯德地，處於沃納山東南面15公里，屬於福特山脈的一部分，美國地質調查局根據測量和該國海軍的空中照片繪入地圖，現時由南極條約體系管理。